# 2015 en Italie
Chronologie de l'Italie
- 2011
- 2012
- 2013
- 2014
- 2015
- 2016
- 2017
- 2018
- 2019

2013 en Europe - 2014 en Europe - 2015 en Europe - 2016 en Europe - 2017 en Europe

## Événements

### Janvier 2015
- 14 janvier : le président Giorgio Napolitano démissionne[1], le président du Sénat Pietro Grasso assure l'intérim.
- 31 janvier : Sergio Mattarella est élu au 4e tour de l'élection présidentielle.

### Février 2015
- 3 février : Sergio Mattarella est investi président de la République, succédant au président du Sénat Pietro Grasso qui assurait l'intérim.

### Mars 2015
- 20 mars : démission de Maurizio Lupi, ministre des transports.

### Avril 2015
- x

### Mai 2015
- 1er mai : ouverture de l'Exposition universelle de 2015 à Milan.
- 6 mai : la loi électorale dite Italicum est adoptée.
- 10 mai : élections communales en Vallée d'Aoste. Fulvio Centoz, candidat du Parti démocrate est élu syndic d'Aoste.
- 31 mai : élections régionales dans sept régions[2] ; élections municipales dans plus de 1 000 communes, dont Venise[3].

### Juin 2015
- x

### Juillet 2015
- x

### Août 2015
- x

### Septembre 2015
- x

### Octobre 2015
- x

### Novembre 2015
- x

### Décembre 2015
- 8 au 13 décembre : Édition 2015 du Courmayeur Noir in Festival.

## Culture

### Cinéma

#### Autres films sortis en Italie en 2015
- x

#### Mostra de Venise
- Lion d'or : Desde allá de Lorenzo Vigas
- Lion d'argent du meilleur réalisateur : Pablo Trapero pour El Clan
- Grand prix du jury de la Mostra de Venise : Anomalisa de Charlie Kaufman et Duke Johnson
- Coupe Volpi pour la meilleure interprétation féminine : Valeria Golino dans Per amor vostro
- Coupe Volpi pour la meilleure interprétation masculine : Fabrice Luchini pour L'Hermine
- Prix Osella pour la meilleure contribution technique : ?
- Prix du meilleur scénario : L'Hermine de Christian Vincent
- Prix Marcello-Mastroianni du meilleur jeune interprète : Abraham Attah pour Beasts of No Nation.

### Littérature

#### Livres parus en 2015
- x

#### Prix et récompenses
- Prix Strega : Nicola Lagioia pour La ferocia (Einaudi)
  - Prix Strega européen : Katja Petrowskaja  Allemagne pour Forse Esther (Adelphi)
- Prix Bagutta : Sandro Veronesi pour Terre rare (Bompiani)
- Prix Bancarella : Sara Rattaro pour Niente è come te (Garzanti)
- Prix Campiello : Marco Balzano pour L'ultimo arrivato (Sellerio Editore Palermo)
- Prix Flaiano : 
  - Fiction : Giorgio Patrizi (it) pour Gadda
  - Poésie : ?
- Prix Malaparte : Karl Ove Knausgaard[4].
- Prix Napoli : ?
- Prix Pozzale Luigi Russo :
  - x ?
  - x ?
  - x ?
- Prix Raymond-Chandler : Joe R. Lansdale
- Prix Scerbanenco : Giampaolo Simi pour Cosa resta di noi (Sellerio Editore Palermo)
- Prix Stresa : Lorenzo Marone pour La tentazione di essere felici (Longanesi)
- Prix Viareggio :
  - Roman : Antonio Scurati pour Il tempo migliore della nostra vita (Bompiani)
  - Essai : Massimo Bucciantini (it) pour Campo dei Fiori (Einaudi)
  - Poésie : Franco Buffoni (it) pour Jucci (Mondadori)

## Décès en 2015
- 10 janvier : Francesco Rosi, 92 ans, réalisateur et scénariste. (° 15 novembre 1922)
- 17 janvier : Lyla Rocco (Maria Luisa Rocco), 81 ans, actrice. (° 18 janvier 1933)
- 14 février : Michele Ferrero, 89 ans, chef d'entreprise. (° 26 avril 1925)
- 21 février : Luca Ronconi, 81 ans, comédien, metteur en scène de théâtre et d'opéra, directeur de théâtre et directeur d'opéra. (° 8 mars 1933)
- 5 avril : Francesco Smalto, 87 ans, couturier. (° 5 novembre 1927)
- 2 mai : Caio Mario Garrubba, 91 ans, photographe. (° 19 décembre 1923)
- 22 juin : Laura Antonelli (Laura Antonaz), 73 ans, actrice. (° 28 novembre 1941)